# Питомий об'єм
Питомий об'єм — об'єм одиниці маси речовини, величина обернена до густини.
{\displaystyle v={\frac {1}{\rho }}={\frac {V}{M}}},
де {\displaystyle \rho } — густина, V — об'єм тіла, M — його маса.
Вимірюється в системі SI в м3/кг, в системі СГС — в см3/г.